# Leptomorphus subforcipatus
Leptomorphus subforcipatus is een muggensoort uit de familie van de paddenstoelmuggen (Mycetophilidae). De wetenschappelijke naam van de soort is voor het eerst geldig gepubliceerd in 2002 door Zaitzev & Sevcik.